# Žaluzie

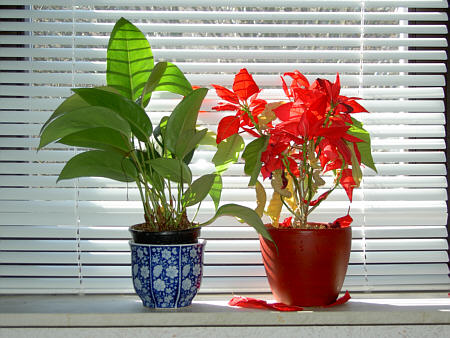
Žaluzie na okně se dvěma květináči

Žaluzie je jedna ze soustavy horizontálních nebo vertikálních lamel, stínících nějaký otvor. Žaluzie jsou vyráběny z mnoha materiálů, například z látky — nejčastěji vertikální žaluzie, kovu — obvykle z lakovaného hliníku, dřeva — větší váha žaluzie, bambusu atd.
Slovo jalousie označovalo ve Francii okenní mříž, jež umožňovala pohled ven, ale zároveň zabraňovala pohledům zvenčí dovnitř místnosti a byla inspirována mřížkami v orientálních harémech, kde si pán žárlivě střežil soukromí ženských komnat (jalousie = francouzsky žárlivost). První evropské žaluzie nebyly polohovatelné, teprve 14. dubna 1812 si nechal francouzský truhlář Cochot patentovat žaluzii s polohovatelnými otočnými lamelami.
Žaluzie jsou nejčastěji používány ke stínění interiérů, průduchů klimatizace nebo chladičů a regulaci průchodu světla nebo vzduchu. Také varhany někdy obsahují tzv. žaluziový stroj, který podle úhlu natočení lamel tlumí zvuk píšťal za ním umístěných.[zdroj?]

## Druhy žaluzií
- horizontální
  - meziokenní
  - interierové
  - interierové s čelním vývodem
  - na plastová okna a eurookna – typ s řetízkem, s tyčkou a provázkem

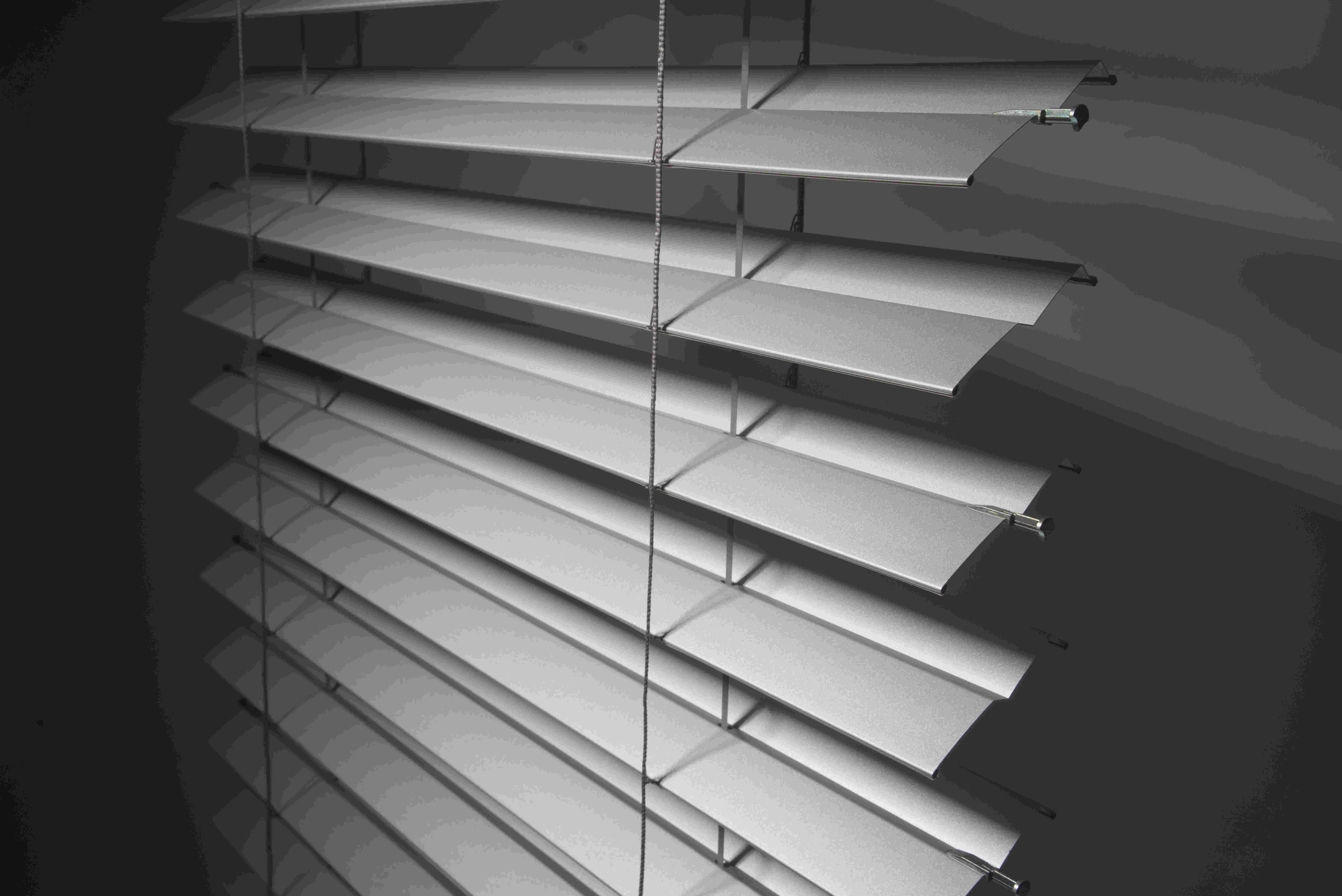
venkovní žaluzie ve tvaru písmena Z, která vytvoří dokonalé zastínění (sublock)

  - předokenní
  - venkovní žaluzie – sunblock
  - samonosné žaluzie

- vertikální
  - látkové
  - plastové
  - dřevěné

- domykavé
- nedomykavé

### Venkovní žaluzie
Předokenní neboli venkovní žaluzie je typ stínění (sunblock) jedná se o účinnou ochranu domu před sluncem a hlavně teplem, který se využívá u nízkoenergetických a pasivních domů. Na rozdíl od interiérových žaluzií i když je lamela vyrobena ze stejného materiálu (hliník) nedochází při zahřátí lamel k průniku tepla do místnosti. Při zavřeném okně v létě můžete naklopením lamel venkovní žaluzie odrazit sluneční paprsky a přitom vpustíte denní světlo do interiéru. Naopak v zimě se využívá slunečních paprsků na jižních fasádách k prohřátí místností. Standardem dnešní doby je napojení venkovních žaluzií na elektrické pohony, kde lze naprogramovat jejich funkce v jednotlivých měsících s ohledem na solární čidla.

### Plisé žaluzie

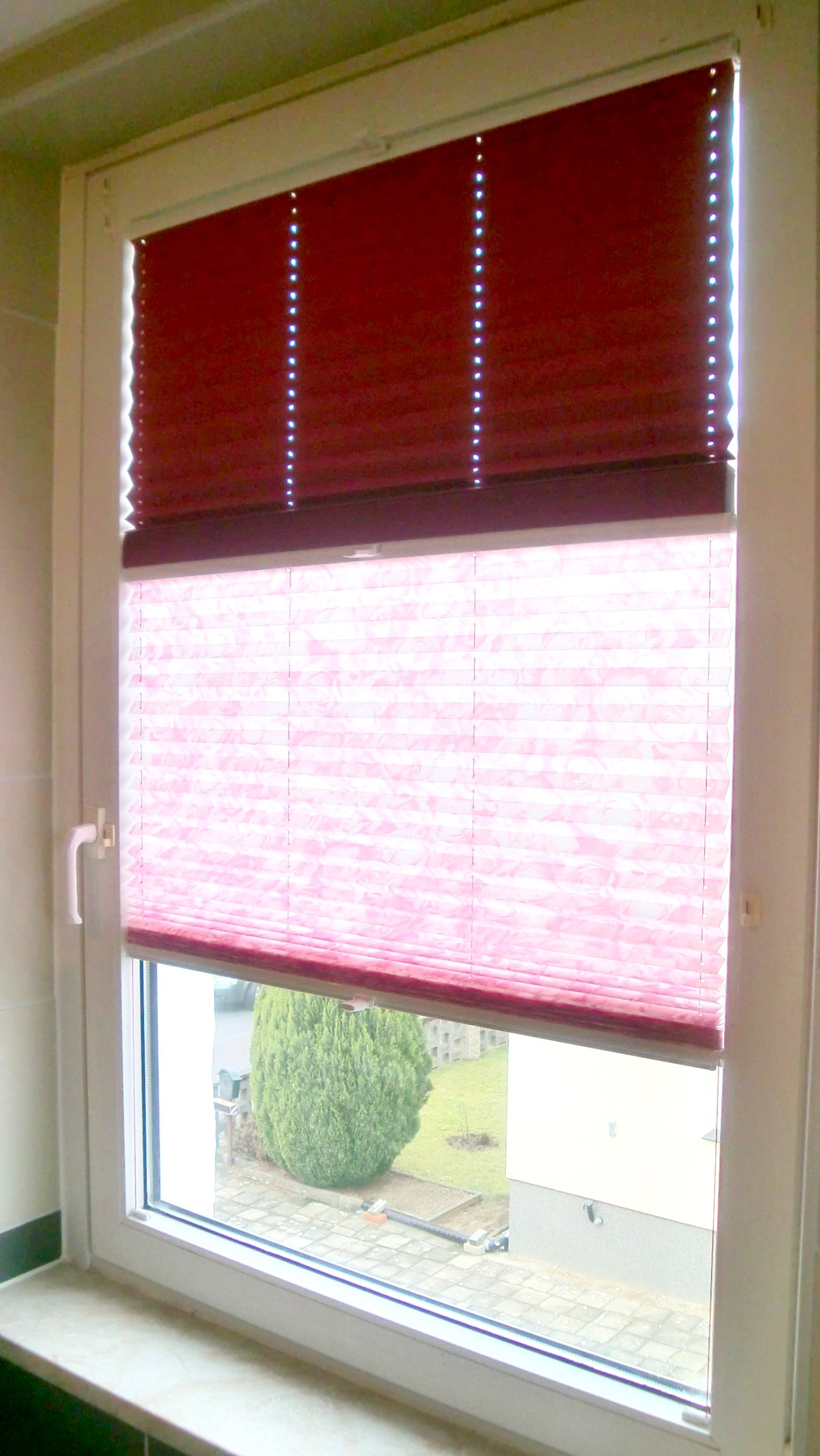
Plissé žaluzie

Plisé žaluzie je v podstatě interiérová žaluzie, která má místo hliníkových lamel plisovanou látku. Toto řešení umožňuje velkou variabilitu tvarů a pozic 1,2,2, které dokáže plisé tvořit, množství látek a pestrost barev navíc dotváří vzhled interiéru místnosti. Plisé je moderní alternativa k zastínění především okenních otvorů a k dekoraci interiérů obytných místností.
Každá plisé žaluzie se skládá minimálně ze dvou hliníkových profilů, mezi kterými je natažena plisovaná látka. Největší rozdíl oproti klasickým žaluziím s hliníkovými lamelami je v použití plisované látky, kterou lze natahovat a také stáhnutím krajních profilů seskládat do minimálního balíčku. Krajní hliníkové profily mají na svých koncích vodící šňůry, které vymezují pohyb profilů, zároveň je šňůra v boku profilu provlečena speciálním mechanismem, v podstatě brzdou, která se aktivuje, jakmile dojde po montáži plisé k napnutí šňůr v okenním otvoru. Toto je základní princip fungování plisé, hliníkové profily se mohou libovolně přesouvat posunutím do jakékoliv polohy a tvořit stínící pásy na oknu.
Existují látky plisé, které propouští jen rozptýlené světlo a jiné, které zatemní dokonale paprsky světla – takzvané zatemňující látky. Funkce fyzikálních vlastností takto umístěné plisé látky je patrná na obrázku fyzikální vlastnosti. A dále existují látky s venkovní pokovenou stranou – napařená vrstva hliníku – která odráží až 80 % slunečního záření, a tím snižuje tepelné zatížení prostor.

### Fasádní žaluzie
Fasádní žaluzie jsou nejrozšířenější skupinou rolet, které lze využít na zastínění oken proti ostrému slunci i nepříznivým povětrnostním podmínkám. Instalují se na plastová okna nových staveb nebo po dokončení revitalizace objektů. Montáž se provádí na rám okna nebo také na přední stranu rámu. Rám by měl ideálně splňovat klasické provedení tedy 45 stupňů.